# ぴあの
『ぴあの』は、1994年（平成6年）4月4日から10月1日まで放送されたNHK連続テレビ小説の第51作。NHK大阪放送局制作。全156回。

## 概要
現在の大阪・西天満の音楽好きの元小学校教師（宇津井健）の父子家庭に育った4姉妹（竹下景子、萬田久子、國生さゆり、純名里沙）の、一見何気ない日常やさまざまな生き様を、新聞配達や「自転車お使い便」などのアルバイトをしながら童話作家を目指す末っ子・ぴあのを中心に、複数の視点で描いた。
タイトルおよびヒロインの役名の「ぴあの」は、近畿方言に準じて「ぴ」にアクセントがつく。
ヒロインには、当時宝塚歌劇団の雪組娘役ホープであった純名里沙がオーディションで、852人から抜擢された。
現役のタカラジェンヌが主演ということもあり、阪急電鉄の協力によって、クランクアップ後の打ち上げ会場に阪急ホテルが提供され、異例ともいえる大規模な打ち上げとなった。
音楽は、久石譲が担当。主題歌「ぴあの」のほか、劇中でぴあのが創った童謡の作曲も担当した。久石は後、本作ヒロイン・純名のアルバム『Propose』をプロデュースすることになる。
桜井家の建物は、大阪市内の商家の屋敷を用いてロケされたが、1990年代末には建て壊しされビルとなった。
1994年9月には、神奈幸子によるコミック版も出版された。
初回視聴率は28.2%、最高視聴率は30.6%、放送期間平均視聴率は25.5%であった（ビデオリサーチ調べ、関東地区・世帯）。
2003年3月31日から9月27日までBS2にてアンコール放送された。
放送ライブラリーでは第1回が公開。

## 出演

### 桜井家
四女（主人公）・桜井ぴあの
演 - 純名里沙
父・桜井章一郎
演 - 宇津井健
長女・桜井初音（母・香苗＝昭和50年秋の回想と二役）
演 - 竹下景子（幼少期：尾羽智加子）
次女・桜井（柴田）海鈴
演 - 萬田久子（幼少期：早坂理恵）
三女・桜井鼓
演 - 國生さゆり（幼少期：吉尾祐紀）
海鈴の夫・柴田嘉明
演 - 段田安則
海鈴と嘉明の息子・柴田正樹
演 - 尾上寛之
叔父（章一郎の弟）・桜井慶二郎
演 - 佐川満男
叔母（慶二郎の妻）・桜井英子
演 - 三島ゆり子

### レギュラー出演
藤芳啓太
演 - 松村雄基
宮下達郎
演 - 西村和彦
安田豊彦
演 - 河島英五
河本大輔
演 - 国広富之
河本信子（大輔の妻）
演 - 紅萬子
水元富子
演 - 三林京子
内山市郎（大学教授）
演 - 大竹まこと
大崎徳乃（香苗の母）
演 - 若尾延子
高山光男
演 - 間寛平
高山明男（光男の弟）
演 - 康すおん
川島進（光男の新聞販売店の従業員）
演 - 森田正明
山内京子（ぴあのの友達）
演 - 福田真子
田辺（安田の店の従業員）
演 - 山田雅人
八百六
演 - 多賀勝一
北川美佐子（学童の職員）
演 - 斉藤とも子
晴菜（学童）
演 - 福岡香純
ひと美（学童）
演 - 波戸麻衣子
淳一（学童）
演 - 西野浩史

### ゲストなど
沢松綾子（鼓の実母）
演 - 鳳蘭
正岡緑
演 - 山本奈々
市川かね子
演 - 吉川佳代子
中崎
演 - 徳田尚美
橋口
演 - 升毅
諒
演 - 小柴圭一郎
大工
演 - 南条好輝
テツオ
演 - 古谷充
その他
演 - 夢路いとし、表淳夫、田畑猛雄、牧野エミ、松寺千恵美、安田成伸

## スタッフ
- 作 - 冨川元文、宮村優子[1]
- 音楽 - 久石譲[1][8]
- 主題歌 - 「ぴあの」
  - 作詞 - 松本隆、作曲・編曲 - 久石譲、歌 - JOE'S PROJECT（前半）／純名里沙 & JOE'S PROJECT（後半）
- 語り - 都はるみ[1][8]
- 副音声解説 - 関根信昭
- 制作統括 - 一柳邦久[8]
- 演出 - 大森青児[1][8]、佐藤峰世[1]、長沖渉[1]、安原裕人
- 制作 - 永山あつし
- 美術 - 鯛正之輔[8]
- 技術 - 芦田定雄[1][8]
- 音響効果 - 吉田秋男[1][8]
- 編集 - 狩森ますみ[8]
- 撮影 - 岡靖[8]
- 照明 - 井内実[8]
- 音声 - 佐藤善次郎[8]
- 映像技術 - 河内浩司[8]

### 主題歌
- JOE'S PROJECT「ぴあの」 - 1994年6月1日発売
- 純名里沙 & JOE'S PROJECT「ぴあの」 - 1994年8月10日発売

## 放送日程
| 週 | 回数      | 放送日             | 演出     |
| -- | --------- | ------------------ | -------- |
| 1  | 1 - 6     | 4月04日 - 04月09日 | 大森青児 |
| 2  | 7 - 12    | 4月11日 - 04月16日 |          |
| 3  | 13 - 18   | 4月18日 - 04月23日 |          |
| 4  | 19 - 24   | 4月25日 - 04月30日 |          |
| 5  | 25 - 30   | 5月02日 - 05月07日 |          |
| 6  | 31 - 36   | 5月09日 - 05月14日 |          |
| 7  | 37 - 42   | 5月16日 - 05月21日 |          |
| 8  | 43 - 48   | 5月23日 - 05月28日 |          |
| 9  | 49 - 54   | 5月30日 - 06月04日 |          |
| 10 | 55 - 60   | 6月06日 - 06月11日 |          |
| 11 | 61 - 66   | 6月13日 - 06月18日 |          |
| 12 | 67 - 72   | 6月20日 - 06月25日 |          |
| 13 | 73 - 78   | 6月27日 - 07月02日 |          |
| 14 | 79 - 84   | 7月04日 - 07月09日 |          |
| 15 | 85 - 90   | 7月11日 - 07月16日 |          |
| 16 | 91 - 96   | 7月18日 - 07月23日 |          |
| 17 | 97 - 102  | 7月25日 - 07月30日 |          |
| 18 | 103 - 108 | 8月01日 - 08月06日 |          |
| 19 | 109 - 114 | 8月08日 - 08月13日 |          |
| 20 | 115 - 120 | 8月15日 - 08月20日 |          |
| 21 | 121 - 126 | 8月22日 - 08月27日 |          |
| 22 | 127 - 132 | 8月29日 - 09月03日 |          |
| 23 | 133 - 138 | 9月05日 - 09月10日 |          |
| 24 | 139 - 144 | 9月12日 - 09月17日 |          |
| 25 | 145 - 150 | 9月19日 - 09月24日 |          |
| 26 | 151 - 156 | 9月26日 - 10月01日 |          |

## 関連CD
本作は放映当時に、主題歌やオリジナル・サウンドトラック、劇中の童謡などが相次いでCDリリースされた。
なお、後半主題歌「ぴあの」（歌：純名里沙 & JOE'S PROJECT）については、久石譲によるパイオニアLDC音源からのベストアルバム『Best Selection』にも収録されている。

### 劇中の童謡
シングル「ぴーかぴか」
1994年8月21日発売（廃盤）
「ぴーかぴか」「へんなまち」（歌：純名里沙）、「ふしぎなポケット」（歌：濱松清香&森の木児童合唱団）を収録
CDシングル「なめくじ君」
1994年11月21日発売（廃盤）
「なめくじ君」（歌：間寛平）を収録

### オリジナル・サウンドトラック
久石譲『オリジナル・サウンドトラック ぴあの Vol.1』
1994年6月25日発売
前半主題歌「ぴあの」（歌：JOE'S PROJECT）も併せて収録
久石譲『オリジナル・サウンドトラック ぴあの Vol.2』
1994年8月25日発売
後半主題歌「ぴあの」（歌：純名里沙 & JOE'S PROJECT）、童謡『ぴーかぴか』『へんなまち』（歌：純名里沙）も併せて収録

## 撮影場所
- 大阪府立中之島図書館 （1904年開館）- ぴあの・鼓・藤芳が利用
- 宝塚ファミリーランド （1911年開園し、2003年に閉園）- 回想シーンに登場する、桜井家の思い出の遊園地
- 海遊館 （[990年開館）- ぴあのの初期のアルバイト先
- アメリカ村にあるビッグステップ（1993年竣工） - 安田のジャパニーズピザ屋がテナントとして入っている設定
- 関西国際空港（1994年開港）

## その他
1994年4月23日放送分で「図書館で君の姉さんの借りた本を調べたんや」というセリフがあり、図書館の自由に関する宣言（図書館は利用者の秘密を守る）に抵触するとして日本図書館協会およびロケ地となった大阪府立中之島図書館がNHKに申し入れを行った。この結果、NHKは日本図書館協会に謝罪文を提出し、中之島図書館にも「誤解を与えかねない表現があった」と謝罪した。また、4月25日の放送分では「図書館で」の部分の音声を消すことで対応した。